# أشجع السلمي
أشجع بن عمرو السلمي (….ـ نحو 195 هـ / 811 م): شاعر عبّاسيّ مُحْدَثٌ. تزوّجَ أَبوه امرأةً من أَهْلِ اليمامة، فشَخَص معَها إلى بلدِها، فولدَت له هناك أشْجَع، ثم مات أبوه، فقدمت به أمُّه البَصْرة تطلبُ ميراثَ أبيه، وكانَ من لا يعرفُه يدفعُ نسبَه، فلمّا صَعُدَ نجمُه الشّعريّ، وَعُدّ في الفُحول احْتفتْ به قَيْسٌ وأَثْبَتَتْ نسبَه.
قدم بغداد في أواخر عهد أبو جعفر المنصور (136 - 158 هـ)، وامتدحَ ابنَه جعفراً، فأُعجبَ به، وسَبَّبَ له رزقاً. ثمّ اتّصل أشجعُ بالبرامكة، وانقطعَ إلى جعفر خاصّة، وأصفاه مَدْحَه، فأُعجب به ووصلَه إلى الرشيد، ومدحَه فأُعجب به أيضاً، فأثْرى وحَسُنَتْ حالُه في أيّامه وتقدّم عنده، وغدا شاعر الخليفة، وتغنّى بانتصارات الرشيد على الروم وقائدهم نقفور بعد فتح مدينة هرقلة.

## الوفاة
عُمِّرَ أشجعُ وعاش إلى ما بعد وفاة هارون الرشيد سنة 193 هـ، وقد رثاه وأكثر. وقيل شهد مصرع الأمين العباسي سنة 198 هـ، ويُرجَّح أَنَّه تُوفّي قبل ذلك.